# Ліпском (округ, Техас)
Шаблон:StateAbbr_ 36°17′ пн. ш. 100°16′ зх. д. / 36.28° пн. ш. 100.27° зх. д.
Округ Ліпском (англ. Lipscomb County) — округ (графство) у штаті Техас, США. Ідентифікатор округу 48295.

## Історія
Округ утворений 1887 року.

## Демографія
За даними перепису 2000 року загальне населення округу становило 3057 осіб, усе сільське. Серед мешканців округу чоловіків було 1486, а жінок — 1571. В окрузі було 1205 домогосподарств, 846 родин, які мешкали в 1541 будинках. Середній розмір родини становив 3,06.
Віковий розподіл населення поданий у таблиці:
| Стать    | До 15 років | 15-21 | 22-29 | 30-39 | 40-49 | 50-65 | 65-85 | Понад 85 |
| -------- | ----------- | ----- | ----- | ----- | ----- | ----- | ----- | -------- |
| Чоловіки | 324         | 168   | 98    | 196   | 220   | 253   | 194   | 33       |
| Жінки    | 338         | 123   | 99    | 209   | 219   | 247   | 274   | 62       |

## Суміжні округи
- Бівер, Оклахома — північ
- Елліс, Оклахома — схід
- Гемпгілл — південь
- Робертс — південний захід
- Очилтрі — захід

## Виноски
1. ↑  U.S. Decennial Census. United States Census Bureau. Архів оригіналу за 19 липня 2018. Процитовано 3 травня 2015.
2. ↑  Texas Almanac: Population History of Counties from 1850–2010 (PDF). Texas Almanac. Архів оригіналу (PDF) за 26 лютого 2015. Процитовано 3 травня 2015.
3. ↑  State & County QuickFacts. United States Census Bureau. Архів оригіналу за 6 серпня 2011. Процитовано 19 грудня 2013.(англ.) Наведено за англійською вікіпедією.
4. ↑  American FactFinder. Бюро перепису населення США. Архів оригіналу за 26 лютого 2012. Процитовано 31 січня 2008.

| США | Це незавершена стаття з географії США. Ви можете допомогти проєкту, виправивши або дописавши її. |